# Zimní posyp

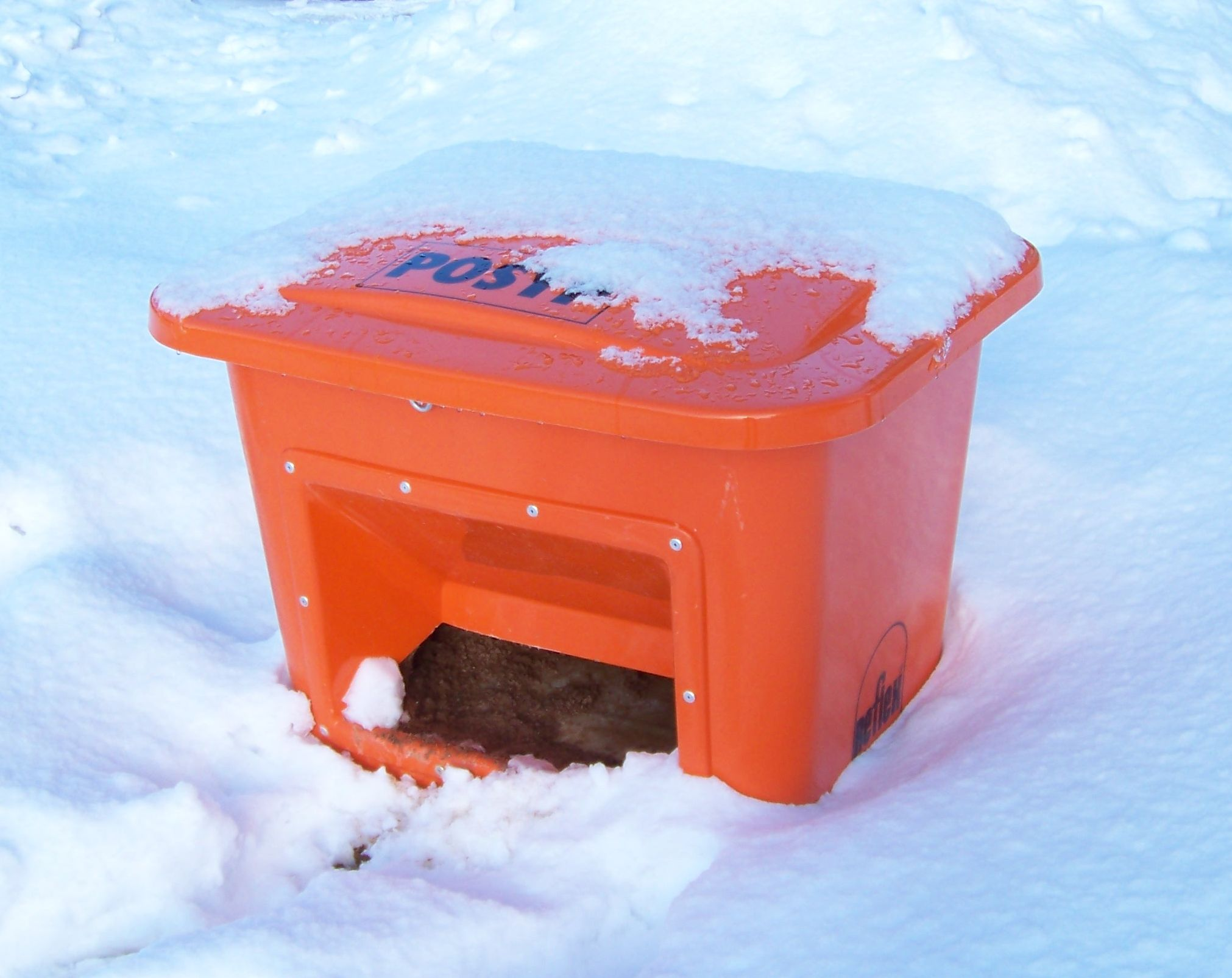
Zásobník na posypový materiál

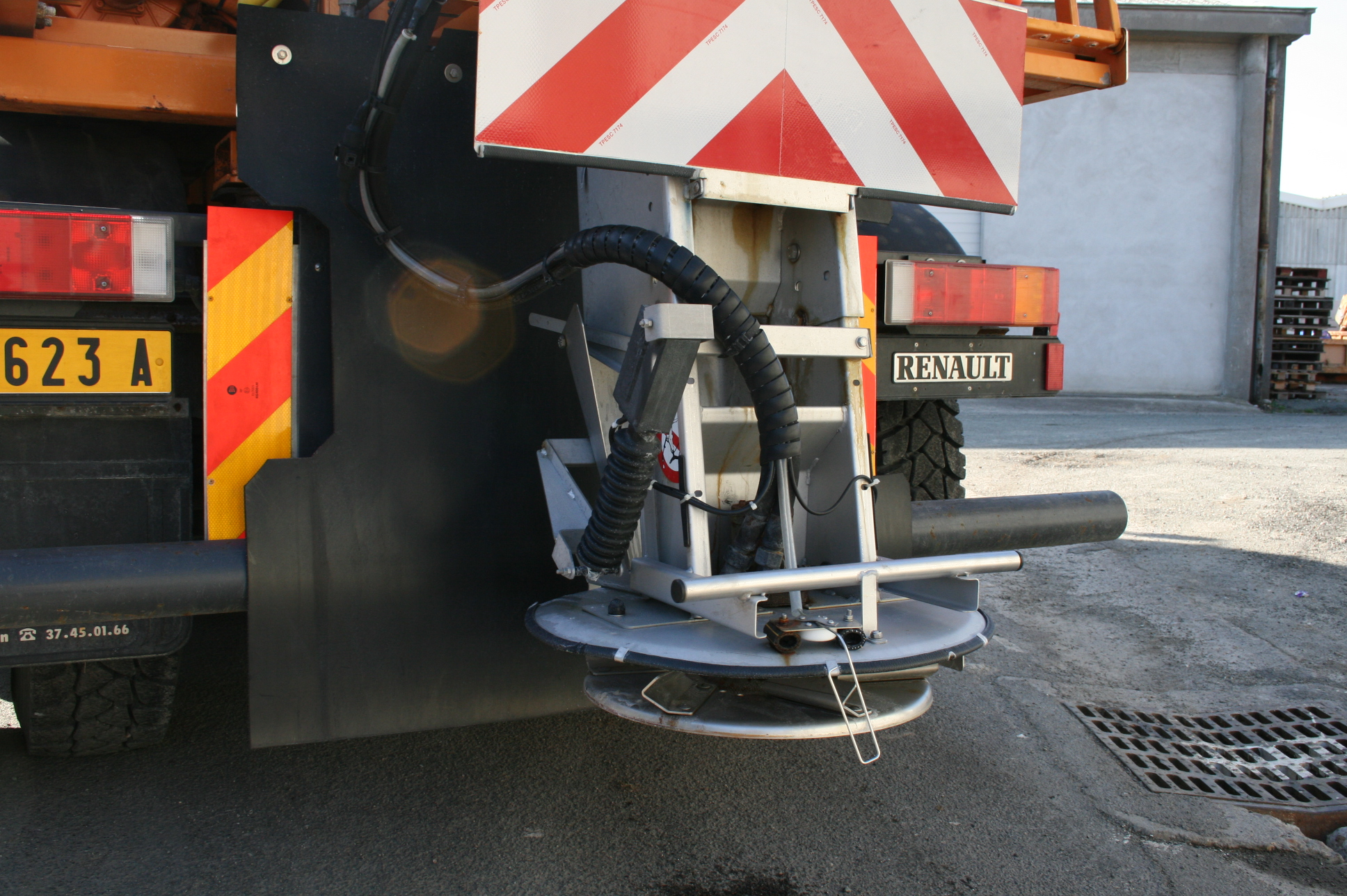
Dávkovací rozmetadlo na údržbovém voze

Posyp chodníků a vozovek se používá v zimní údržbě pozemních komunikací jako prostředek k zajištění nebo zlepšení sjízdnosti nebo schůdnosti. Posyp inertním zdrsňujícím materiálem (například pískem nebo štěrkem) slouží ke zvýšení adheze mezi pneumatikou a vozovkou nebo mezi podrážkou boty chodce a povrchem cesty na uježděném sněhu, ledovce, náledí nebo námraze. Posyp či postřik některými chemickými látkami (zejména chloridem sodným, tedy kuchyňskou solí) se používá ke snížení bodu mrznutí vody, a tedy k rozmrazení sněhu či ledu nebo k prevenci usazování sněhu či namrzání povrchu.
Před posypáním je obvykle sníh odklizen sněžným pluhem, frézou, zametačem nebo ručními nástroji (hrablo, lopata, koště). Posyp vozovek a někdy i chodníků zajišťují posypové vozy správce komunikace pomocí dávkovacího rozmetadla, případně jednoduššími technologiemi, posyp pěších cest a chodníků se často provádí i ručně (lopatkou). Někdy jsou v místech časté nutnosti posypu rozmístěny speciální nádoby s posypovým materiálem. Většinou tyto zásobníky umístěné v terénu slouží pracovníkům správce či vlastníka komunikace, někde jsou určeny přímo pro řidiče či jiné uživatele komunikace, kteří mohou v případě potřeby provést posyp sami.
Nevýhodou sypání je zvyšování prašnosti a znečišťování komunikace, na suché komunikaci zbytky posypu adhezi naopak snižují. Mnohde je zakázáno sypání popelem nebo jemným pískem a preferováno sypání drobným štěrkem nebo bezposypová údržba. Posyp solí a dalšími chemickými látkami způsobuje znečištění vod a půdy a škodí rostlinám, živočichům, vozidlům i zařízením komunikace, proto je v některých místech a případech zakázán.

## Inertní zdrsňující materiály
Inertní materiál je nejedovatý, netečný (nepodléhající chemickým reakcím), neškodný k okolnímu životnímu prostředí. Některé nevhodné posypy však zvyšují prašnost. Ve zkoumaných 19 státech EU se jako zdrsňující posyp na vozovkách používají zejména písky a kamenné drtě, v menší míře v některých zemích též různé druhy škváry a strusky.
- písek
- štěrk
- škvára
- struska
- popel (nadměrná prašnost, jen domácí použití, mnohde zakázané)
- piliny [3]

## Rozmrazovací látky
Analýza národních zpráv z 19 evropských států v roce 2001 došla k závěru, že naprosto jednoznačně nejvíce používaným posypovým rozmrazovacím materiálem je chlorid sodný, tedy tzv. kuchyňská sůl. Německé a švýcarské pokusy zcela opustit praxi solení ukázaly, že tento postup není v současné době v plném rozsahu nahraditelný. Testované alternativní látky byly buď příliš drahé, nebo jejich účinek nebyl dostatečný. Jediným efektivním opatřením je používání solankového roztoku místo sypané soli. Z dalších materiálů je nejpoužívanější chlorid vápenatý, ten však má podle švédských výzkumů erozní účinky na betonové konstrukce. V mnohem menší míře se používá ještě chlorid hořečnatý. Ostatní látky byly v roce 2001 používány spíše jen v rámci pokusů.
Pro účinnost rozmrazovacích látek je směrodatný tzv. eutektický bod, což je teplota, do které má látka rozmrazovací účinek. Chlorid sodný ve vodním roztoku s koncentrací cca 22 % může rozpouštět led až do −21 °C. Chlorid vápenatý ve vodním roztoku s koncentrací 30 % může rozpouštět až do teploty −50 °C. V praxi však není možné rovnoměrně dosáhnout ideální koncentrace, a proto hranice skutečné účinnosti leží výše; pro běžné potřeby zimního ošetřování komunikací účinkuje kuchyňská sůl do teploty zhruba −5 °C, maximálně −7 °C, při teplotách pod −11 °C již bývá zcela neúčinná. V některých zemích se při větších mrazech používá směs chloridu sodného s chloridem vápenatým. Chlorid vápenatý je velmi účinný až do −35 °C. Zatímco chlorid sodný je endotermický (k účinku potřebuje přijímat energii, např. ze slunečního záření nebo silničního provozu), chlorid vápenatý je exotermický a při účinku energii uvolňuje. Rovněž velká hygroskopicita zrychluje účinek chloridu vápenatého. Chlorid hořečnatý se používá pouze při likvidačním posypu, pro preventivní posyp je málo účinný až kontraproduktivní; používá se při teplotách pod −9 °C, eutektický bod při koncentraci 21 % má −33 °C. Močovina se používá jen pro speciální účely, např. letištní plochy, v ČR však byla testována i na silnicích. Alkoholy a glykoly se používají hlavně na letištích.
Do posypových solí se téměř ve všech zemích v malém množství přimíchává ferrokyanid sodný (ten v Česku převažuje) nebo ferrokyanid draselný jakožto zpomalovač ztvrdnutí neboli protispékací přípravek.
Pro snížení bodu tání se k posypu používají například tyto soli: 
- chlorid sodný (kuchyňská sůl, NaCl)
- chlorid vápenatý (CaCl2), je až šestkrát dražší než chlorid sodný[2]
- chlorid hořečnatý (MgCl2)
- chlorid draselný (KCl)
- dusičnan amonný (NH4NO3)
- síran amonný [(NH4)2SO4]
- octan draselný (CH3COOK)
- močovina [(NH2)2CO]
- propylenglykol (C3H8O2)
- octan vápenato-hořečnatý (obchodní označení CMA; C4H6O2Ca a C4H6O2Mg)
- kyanoželeznatan sodný (hydrous, Na4Fe(CN)6•10H2O)
- methyl-alfa-D-glukopyranosid (C7H14O6)[4]

## Praxe
V České republice bylo v zimní sezóně 2000/2001 na posyp vozovek silniční sítě v ČR použito 168 000 tun soli, 348 000 tun drtí a písků, 91 000 tun dalších materiálů jako škvára a struska. Posyp solí se prováděl na 42 % ze silniční sítě (z toho je 38 % udržováno technologií zvlhčování soli), posyp drtěmi a písky na 34 % silniční sítě a posyp struskami nebo škvárou na 11 % silniční sítě. Ze solí se v 98 % používal chlorid sodný, ve zbylém podílu chlorid vápenatý a jen v nepatrném rozsahu chlorid hořečnatý. Cena posypové soli se pohybovala v rozmezí 1700 až 2200 Kč za tunu. Od roku 1985 je v ČR zakázáno skladovat chemické posypové materiály na otevřených skládkách, za optimální ke skladování se považují vertikální celodřevěná sila o kapacitě 40 až 250 tun.
V Dánsku bylo na hlavní silniční síti 98 % délky ošetřováno solí a jen zbytek drtí nebo pískem. Na vedlejší silniční síti je asi polovina délky ošetřována solí, 21 % pískem nebo drtěmi bez soli a 31 % směsí drti se solí. Ve Francii se silnice pouze solí, zdrsňovací posypy se nepoužívají. V Německu se silnice v extravilánu pouze solí, zdrsňovací materiály (štěrk nebo písek) se používají jen na místních komunikacích, přičemž existují velké lokální rozdíly v podílu jejich použití. Tendence je od nich ustupovat i na místních komunikacích. V Irsku je roční spotřeba soli asi 30 000 tun, očekává se však výrazné zvýšení v souvislosti se zkvalitňováním silniční sítě. V Norsku se k posypu používá sůl, sůl s pískem i písek. V Rumunsku se používá chlorid sodný, písek a škvára. Ve Slovinsku se používá chlorid sodný, v malé míře na rychlostních silnicích i chloridy vápenatý a hořečnatý. Inertní materiály se používají samostatně nebo ve směsi se solí. Drtěmi se sype na těch silnicích, které se nepluhují, ale pouze ujezdí, nebo v případě náledí. Ve Španělsku se používá chlorid sodný i chlorid vápenatý, experimentovalo se i s jinými látkami. Zdrsňující materiály se používají jen zřídka. Ve Švédsku se používá chlorid sodný. Chlorid vápenatý přestal být používán poté, co výzkumy prokázaly jeho negativní vliv na betonové konstrukce. Ve Švýcarsku je průměrná roční spotřeba soli cca 600 gramů na m² silnice.